# Байбаков Олександр Борисович
Олександр Борисович Байбаков (12 вересня 1907, Сквира — 14 липня 1976) — український радянський конструктор в області суднобудування, почесний член НТО імені академіка Крилова.

## Біографія
Народився 12 вересня 1907 року в місті Сквирі (тепер Київської області) в сім'ї юриста. Після закінчення Київської електропрофшколи змінив кілька тимчасових робіт, зокрема був креслярем на київському заводі «Більшовик». З 1927 року працював на київському заводі «Ленінській кузні». Спочатку конструктором в новоствореному судномеханічному конструкторському бюро, потім старшим конструктором і начальником сектора, а з 1935 року — начальником конструкторського бюро.
В 1931 році закінчив вечірнє відділення Київського індустріального інституту, отримавши кваліфікацію інженера-механіка. У 1936 році був призначений на посаду головного інженера судноверфі. З 1938 року — головний конструктор заводу.
З початком німецько-радянської війни уряд ухвалив рішення про евакуацію заводу «Ленінська кузня» в місто Зеленодольськ Татарської АРСР. Головою комісії з евакуації заводу був призначений О. Байбаков. На новому місці співробітники заводу «Ленінська кузня» поповнили колектив заводу імені Горького. Олександр Борисович став головним конструктором об'єднаного заводу імені Горького, а у вересні 1943 року — головним інженером.
У квітні 1945 року повернувся на завод «Ленінську кузню», де став начальником і головним конструктором спеціального конструкторського бюро заводу.  Член ВКП(б) з 1948 року.

Могила Олександра Байбакова

Жив в Києві в будинку на вулиці Антоновича, 10, квартира 21. Помер 14 липня 1976 року. Похований в Києві на Байковому кладовищі (ділянка № 33).

## Відзнаки
У 1948 році Байбакову та групі працівників заводу «Ленінської кузні» за розробку і впровадження у виробництво удосконаленої стандартної конструкції річкового буксира була присуджена Сталінська премія третього ступеня.
У 1966 році було завершено проектування, а в 1967 — побудовано перший вітчизняний середній рибальський морозильний траулер з кормовим траленням, що значно підвищувало ефективність судна. За його створення Олександр Борисович, група конструкторів ЦКБ і працівників заводу «Ленінська кузня» у 1976 році отримали Державну премію України в галузі науки і техніки. Олександр Борисович посмертно.
Нагороджений трьома орденами Трудового Червоного Прапора і багатьма медалями.

## Вшанування пам'яті

меморіальна дошка

Ім'я Олександра Байбакова носить один із рибальських траулерів, побудований на заводі «Ленінській кузні». В Києві на будинку по вулиці Горького, 10, де жив конструктор в 1948–1976 роках, 13 липня 2001 року встановлена меморіальна дошка (бронза, граніт).